# Archimède (Disney)
Pour les articles homonymes, voir Archimède (homonymie).
Archimède est un personnage de hibou tiré du dessin animé Merlin l'Enchanteur de Disney.

## Description
Dans le film, Archimède tient compagnie à Merlin. Il l'assistera parfois quand ce dernier tentera de faire l'éducation de Moustique.

## Apparence
Archimède est un hibou cocasse au plumage hirsute. Le volatile est plutôt dodu. Ses larges cernes et sa masse sourcilière conséquente montrent son activité cérébrale importante.

## Interprètes
- Voix originale : Junius Matthews
- Voix allemande : Hans Hessling
- Voix brésilienne : Orlando Drummond
- Voix danoise : Ove Sprogøe
- Voix finnoise : Ilkka Moisio
- Voix française : René Hiéronimus
- Voix hongroise :
- Voix islandaise :
- Voix italienne : Lauro Gazzolo
- Voix japonaise : Masashi Ebara (VHS et DVD)
- Voix néerlandaise : Ger Smit
- Voix norvégienne :
- Voix polonaise :
- Voix portugaise :
- Voix suédoise : Guy de la Berg

## Caractéristiques particulières
Archimède est relativement susceptible ; après l'arrivée de Moustique chez Merlin, leur invité pense qu'Archimède est un hibou empaillé. Ce dernier n'apprécie pas ces paroles et refuse les excuses que Moustique lui fait.